# Acrophylla enceladus
Acrophylla enceladus is een insect uit de orde Phasmatodea en de familie Phasmatidae. De wetenschappelijke naam van deze soort is voor het eerst voorgesteld door George Robert Gray in een publicatie uit 1835.
De soort komt voor in Australië.